# Ljutomer
Ljutomer (prekomurski: Lutmerk, njemački: Luttenberg) je grad i središte istoimene općina u sjevernoistočnoj Sloveniji. Ljutomer se nalazi oko 40 km istočno od Maribora u blizini granice s Hrvatskom u pokrajini Štajerskoj i statističkoj regiji Pomurje.

## Stanovištvo
Prema popisu stanovništva iz 2002. godine Ljutomer ima 3.413 stanovnika.

## Šport
Od 2001. održava se Turnir v malem nogometu - Memorial Makoter Janka. Od 2010. održava se Mednarodni turnir v malem nogometu - Memorial Franca Škrinjarja.

## Vanjske poveznice
- Službena stranica grada
- Satelitska snimka grada  Arhivirana inačica izvorne stranice od 29. srpnja 2017. (Wayback Machine)